# Delta Force: Black Hawk Down: Team Sabre
Delta Force: Black Hawk Down: Team Sabre (BHDTS) es un videojuego perteneciente al género de acción en primera persona, creado por la empresa NovaLogic, es parte de la serie Delta Force.
Esta expansión del juego Delta Force: Black Hawk Down trae mejoras, entre las que destacan más armas como el Heckler & Koch G36, el Heckler & Koch PSG-1 y la Heckler & Koch G3. Esas armas se podrán utilizar en los servidores que tienen la expansión team sabre. Además de las armas agrega nuevos caracteres, como la unidad Special Air Service (SAS) británica.

## Argumento

### Campaña Colombiana
Luego de un descubrimiento de la Guardia Costera de un gran cargamento de drogas y armas de fuego con destino a Estados Unidos, Intel reveló que un poderoso narcotraficante, Antonio Paulo, está tratando de aumentar su poder en partes de Colombia. Este capo de la droga controla regiones enteras en partes remotas del país y emplea a muchos guerrilleros bien armados para luchar por él a cambio de dinero y armas para ayudar a su causa antigubernamental. Es conocido por sus acciones de mano dura, incluida la tortura de soldados colombianos y estadounidenses capturados.

### Campaña iraní
El gobierno fundamentalista de Irán ha cedido el paso a una administración menos dura, amiga de Occidente. Una parte significativa de la vieja guardia, horrorizada por la adopción por el nuevo gobierno de las relaciones económicas con las potencias occidentales "corruptas y moralmente malas", se ha levantado en armas en una segunda revolución contra el Estado. Mientras que las fuerzas gubernamentales ayudadas por las tropas de la OTAN han logrado mantener el control de Teherán, los rebeldes fundamentalistas han tomado el control de la terminal petrolera en la isla Kharg y las instalaciones de producción en el norte y Bandar Shahpur. El petróleo representa las tres cuartas partes de la economía de Irán y un grave riesgo para los intereses de los inversores occidentales. La OTAN y la ONU acordaron que la intervención militar, liderada por Estados Unidos, está garantizada. Delta Force tiene la tarea de ser la punta de lanza de las fuerzas de la coalición.

## Armas
A diferencia del juego anterior, este constará de 3 armas nuevas, la G3,  la PSG1 y la G36.
| Personaje        | Arma Primaria                                     | Arma Secundaria                  | Arma Terciaria | Accesorio     |
| ---------------- | ------------------------------------------------- | -------------------------------- | -------------- | ------------- |
| CQB[Combatiente] | CAR-15*, Fusil M16*, MP5, G3, G36                 | Remington 700, M1911, Beretta 92 | cuchillo       | claymore, C-4 |
| Médicos          | G36, CAR-15, Fusil M16                            | M1911, Beretta 92                | cuchillo       | Botiquín      |
| Francotirador    | M21 SWS, M24 SWS, Barrett M82, Tactical 300, PSG1 | M1911, Beretta 92                | cuchillo       | claymore      |
| Tiradores        | G3, G36, M60, M240, CAR-15**, Fusil M16**, SAW    | Remington 700, M1911, Beretta 92 | cuchillo       | AT-4          |

- Disponible con el lanzagranadas 203. ** Solo disponible con el lanzagradas 203.

## Recepción
La versión para PC recibió críticas "promedio", mientras que la versión para PlayStation 2 recibió críticas "desfavorables" según la página de reseñas de videojuegos Metacritic.

## Otros juegos Delta force
Delta Force | Delta Force 2 | Land Warrior | Urban Warfare | Task Force Ranger | Delta Force: Black Hawk Down | Xtreme